# Cromosoma 3
|  | Per a altres significats sobre cromosoma 3, vegeu «cromosoma 3 (pel·lícula)». |

El cromosoma 3 és un dels 23 parells de cromosomes en humans. Té uns 200 milions de parells de bases i representa aproximadament el 6,5% de l'ADN. Conté entre 1.100 i 1.500 gens.

## Malalties relacionades
- Alcaptonuria
- Síndrome de Brugada
- Angioma cavernosa

Cromosoma 3 humà.

- Atròfia de Charcot-Marie-Tooth
- Atròfia de Charcot-Marie-Tooth, tipus 2
- Coproporfiria hereditària
- Distròfia miotònica
- Distròfia miotònica, tipus 2
- Porfiria
- Malaltia de von Hippel-Lindau
- Síndrome de Waardenburg
- Autisme
- Nictalopia
- Sordesa
- Diabetis
- Càncer ovàric
- Talla baixa
- Malaltia moyamoya
- Síndrome del QT llarg
- Cataracta
- Coproporfiria
- Malaltia per emmagatzemament de glucogen
- Limfoma
- Síndrome de Moebius
- Epidermòlisis embutllofar